# Brachycorythis iantha
Brachycorythis iantha är en orkidéart som först beskrevs av Robert Wight, och fick sitt nu gällande namn av Victor Samuel Summerhayes. Brachycorythis iantha ingår i släktet Brachycorythis och familjen orkidéer. Inga underarter finns listade i Catalogue of Life.